# Ludger Lohmann
Ludger Lohmann (Herne, 1954) è un organista tedesco.

## Biografia
Studia musica a Colonia, con la guida di Wolfgang Stockmeier per l'organo e Hugo Ruf per il clavicembalo. Successivamente perfeziona gli studi a Vienna con Anton Heiller e a Parigi con Marie-Claire Alain.
Partecipa a numerosi concorsi internazionali, vincendo nel 1979 all'ARD International Music Competition di Monaco di Baviera e al Grand Prix di Chartres nel 1982.
Svolge attività concertistica internazionale, e nel contempo si dedica all'insegnamento presso l'Università di Monaco e l'Accademia di musica e arte di Stoccarda.
Numerose sono anche le registrazioni per la radio e la televisione, e le incisioni di musica per organo.

## Opere
- Die Artikulation auf den Tasteninstrumenten des 16.-18. Jahrhunderts, G, Bosse, 1990, p. 296

## Discografia
- 1997 - Petr Eben, Sacred Works for voice & organ (Signum)
- 1998 - Reger, Organ works (Naxos)
- 2000 - Ludger Lohmann Plays Mendelssohn (Motette Records)
- 2002 - Rinck: Works for Organ (MDG)
- 2006 - Hans Werner Henze, Chamber Music (MDG)
- 2007 - Jan Janca: Works for Trombone & Organ (MDG)
- 2010 - Mendelssohn:Two Preludes And Fugues  (Motette)